# 神光院

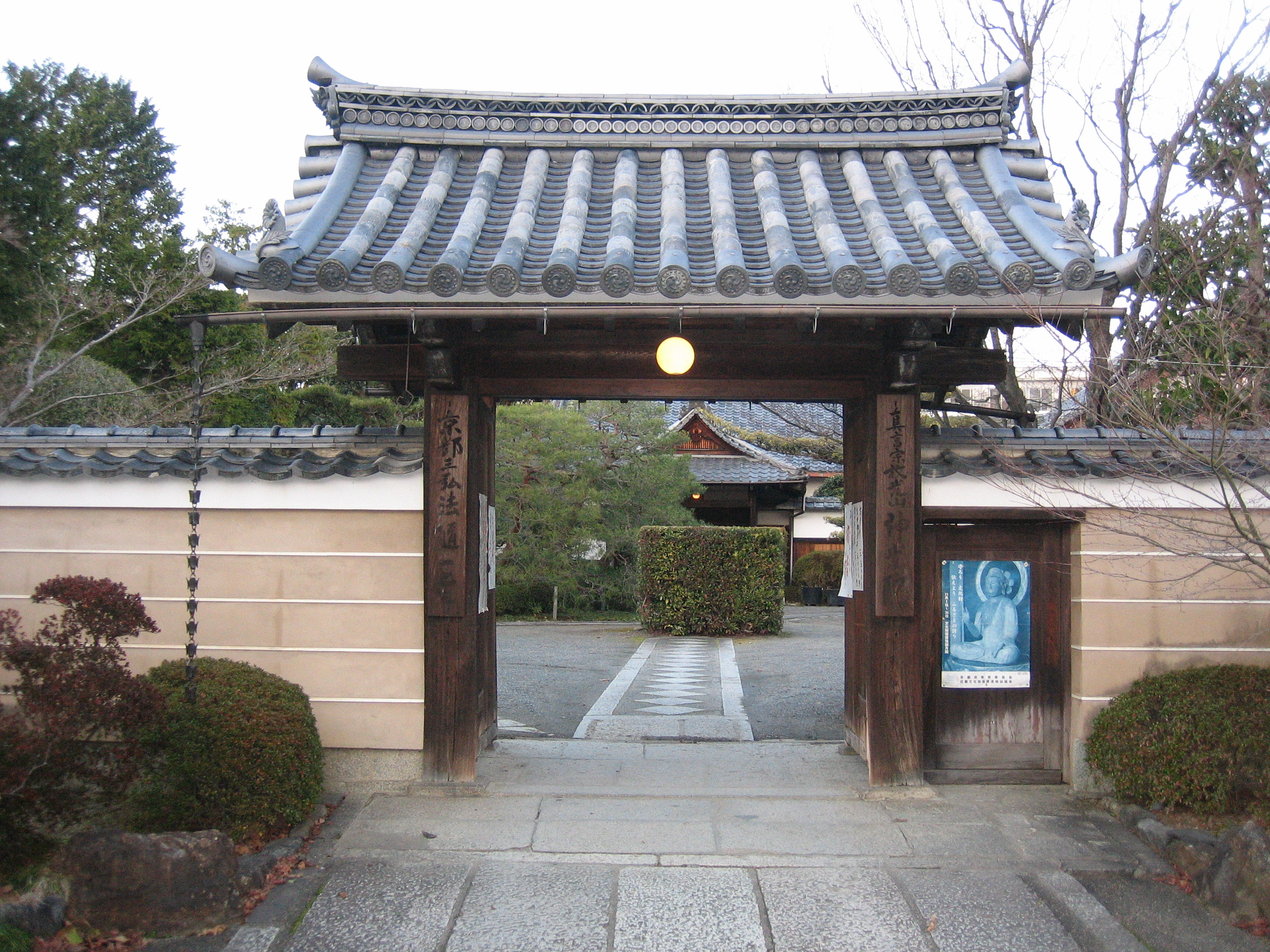
山門

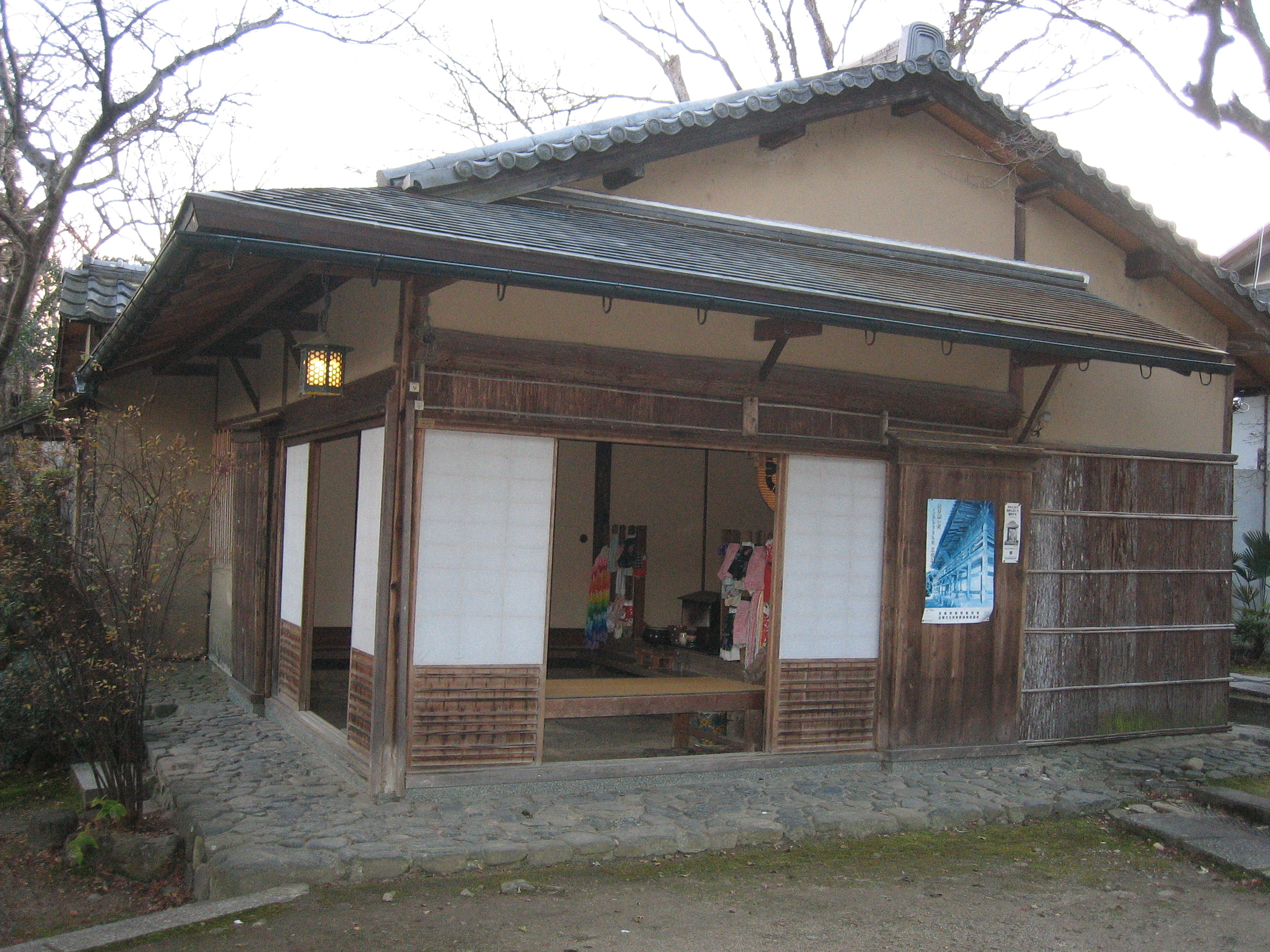
蓮月庵

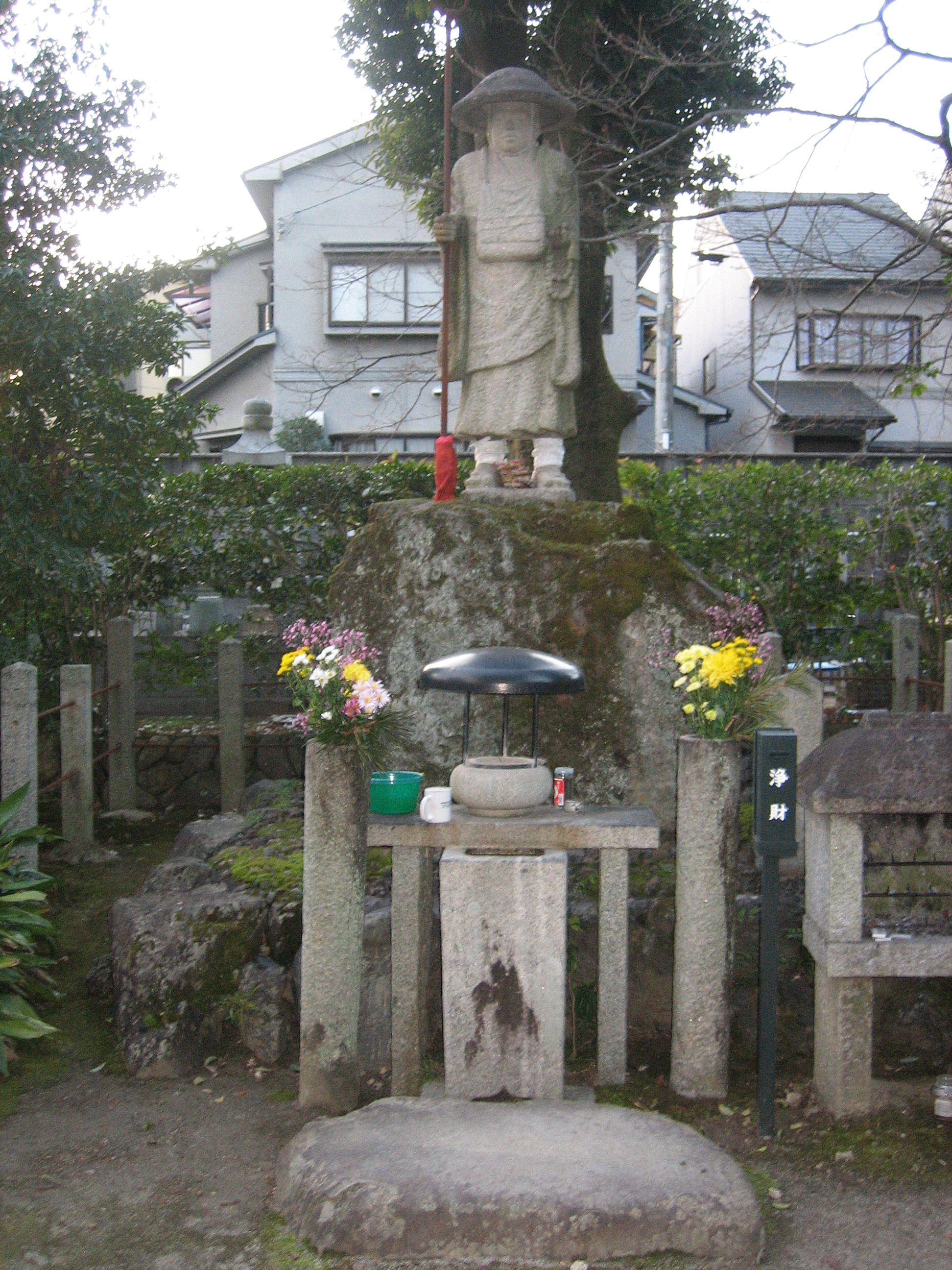
弘法大師（空海）石像

神光院（日语：／ Jinkouin）是一所位於京都市北区，屬於真言宗的單立寺院。其山号爲放光山。本尊爲弘法大師，祭拜弘法大師被認爲有除厄的作用，每年7月下旬都有大量遊客前來祭拜。其弘法大師像與東寺、仁和寺並稱“京都三大弘法”。
因爲風景優美，不僅是旅遊勝地，亦常被用來拍攝時代劇。每年12月神光院特有的八重白山茶花盛開是其最著名的一道風景。

## 歷史
1217年（建保5年）、賀茂別雷神社的神職松下能久請來大和国的慶圓建造了神光院。建成前由京都御所的屋瓦匠居住，因而被稱爲「瓦屋寺」。
空海在42歳時在此地修行九十日。離開時在神光院的池塘中池中看到了自己的影子，並依照這個形象用木頭雕刻了一尊雕像。現在這座雕像還安置在神光院的本堂中。參拜神光院除去消除災厄外，據說還可以治療眼病。此後香火鼎盛，但在天保年間（1830年至1843年）被燒燬。
幕末女流歌人兼陶藝家大田垣蓮月在75歳時隱居於此。現在神光院還有刻着「蓮月尼旧栖之茶所」的石碑、及茶室蓮月庵。蓮月隱居時的明治初期，因廢佛毀釋運動而廢寺。蓮月去世後的1878年（明治11年）由和田月心等人復興。

## 文化財

### 重要文化財
- 絹本著色佛眼曼荼羅圖
- 紙本墨書悉曇略記
- 細字金光明最勝王經

### 神光院旧藏国宝
以下三件国宝原來藏於神光院：
- 白描繪料紙金光明經（京都國立博物館）
- 金剛般若經開題残卷　空海筆（京都国立博物館）
- 碣石調幽蘭（東京国立博物館）

## 外部連結
- 京都新聞 ふるさと昔語り 蓮月庵 （页面存档备份，存于）
- 京都人による京都案内 神光院 蓮月ゆかりの寺
- 神光院（ぶっだわーるど） （页面存档备份，存于）